# Simulium argentatum
Simulium argentatum är en tvåvingeart som först beskrevs av Günther Enderlein 1936.  Simulium argentatum ingår i släktet Simulium och familjen knott.
Artens utbredningsområde är Peru. Inga underarter finns listade i Catalogue of Life.